# 朱詮鏋
宜山康僖王朱诠鏋（1476年—1537年），明朝瀋庄王朱幼㙾庶三子，母亲是夫人周氏。瀋简王朱模曾孙，明太祖玄孙；明朝第一代宜山王。

## 生平
成化十五年（1479年）八月赐名。成化二十一年（1485年）八月，明宪宗命恭順侯吳鑑、保定侯梁任、鎮遠侯顧溥、永康侯徐錡、陽武侯薛倫、豐城侯李璽、武安侯鄭英、應城伯孫繼先、懷柔伯施鑑、遂安伯陳韶、修武伯沈祺為正使，尚寶司司丞胡恭、中書舍人陳綺、吏部員外郎畢亨、戶部郎中冀綺、員外郎王問、禮部員外郎楊棨、兵部郎中張忱、員外郎彭綱、刑部郎中倪鏞、員外郎潘祺、工部員外郎羅麟為副使，持節冊封朱詮鏋為宜山王。
弘治七年（1494年）十月，明孝宗御奉天殿传诏，遣梁任、徐錡、懷寧侯孫泰、會昌侯孫銘、駙馬都尉楊偉、馬誠、崇信伯費淮、興安伯徐盛、成安伯郭寧、彭城伯張信、惠安伯張偉、清平伯吳琮、建平伯高霳、武進伯朱潔、南寧伯毛良、刑部右侍郎戴珊、都察院左僉都御史楊謐、通政使司左通政毛倫各自持節充正使，翰林院侍讀江瀾、尚寶司少卿楊泰、戶科給事中王璽、禮科右給事中孫孺、兵科給事中東思恭、中書舍人孫琰、戶部郎中李文安、員外郎胡倬、禮部員外郎尹萬化、兵部郎中費瑄、刑部員外郎尹嘉言、屈直、周東、商良輔、工部員外郎朱恩、周濬、鴻臚寺左少卿杜英、李鐩充副使，冊封北城兵馬副指揮楊俊的女兒為宜山王妃。
弘治八年（1495年）十月，因朱詮鏋请求，賜《孝順事實》《為善陰騭》。
正德元年（1506年）十一月，因朱幼㙾所请，明武宗下詔赐朱詮鏋《四書集註》《洪武正韻》各一部。
正德二年（1507年）五月，朱詮鏋奏請客店額名，明武宗不允，且下詔各王府今後不許自置客店及請求給額名，并通行告知各長史司。
正德四年（1509年）五月，因朱幼㙾所请，给朱詮鏋食盐每年十引。
朱詮鏋的兄长瀋恭王朱诠钲病重，孙子朱胤桤年幼，朱诠钲担心郡王们为患，预先奏请以朱胤桤主府事，令朱胤桤的母妃郗氏保护、长史承奉等辅导，等其长成。瀋恭王去世后，由朱胤桤管王府事、等待袭封。嘉靖九年（1530年），朱胤桤未及袭封也去世，瀋恭王绝嗣，朱詮鏋的次兄灵川荣懿王朱诠鉌的孙子灵川王朱胤栘受命摄王府事。朱詮鏋图谋袭封瀋王；朱诠鉌、朱詮鏋与瀋恭王皆非同胞，但其五弟吴江昭和王朱詮鏗与瀋恭王同胞，于是其子吴江王朱勋淯也图谋袭封。朱詮鏋上奏称自己是瀋恭王的弟弟，血脉较近，朱胤栘关系疏远，自己或该袭封，不负皇帝重托，如果皇帝定下朱胤栘袭封，也应该早日册封。十月，礼部查出朱勋淯因祖母作为瀋恭王之母被追封为次妃而诈称自己一脉是嫡出，才导致朱詮鏋也以兄终弟及为由寻求袭封。明世宗切责朱勋淯、朱詮鏋揑詞奏擾、交搆不和，称本當查究，此次姑且饶恕，最终由朱胤栘袭封瀋王。
嘉靖十六年（1537年），朱詮鏋薨。嘉靖十九年（1540年）十二月，其庶长子朱勋渥受册袭封宜山王。

## 评价
- 《弇山堂别集》卷073：温良好樂，小心畏忌。

## 家庭
- 王妃杨氏
- 李氏，生朱勛渥，隆庆五年（1571年）三月因朱勛渥所请，追封夫人[15]